# 韋塞萊 (馬爾基夫卡市鎮)
49°30′31″N 39°49′47″E / 49.50861°N 39.82972°E
韋塞萊（烏克蘭語：Веселе）是位於烏克蘭東部的村莊，由盧甘斯克州舊比利斯克區的馬爾基夫卡市鎮負責管轄。該村始建於1921年，面積1.45平方公里，海拔高度120米，2001年人口395。